# Dale Chihuly
Dale Chihuly (Tacoma, 20 de Setembro 1941) é um norte-americano artista de vidro e empresário. Ele é talvez mais conhecido no campo do vidro soprado, "movendo-o para o reino da escultura em grande escala".

## Carreira

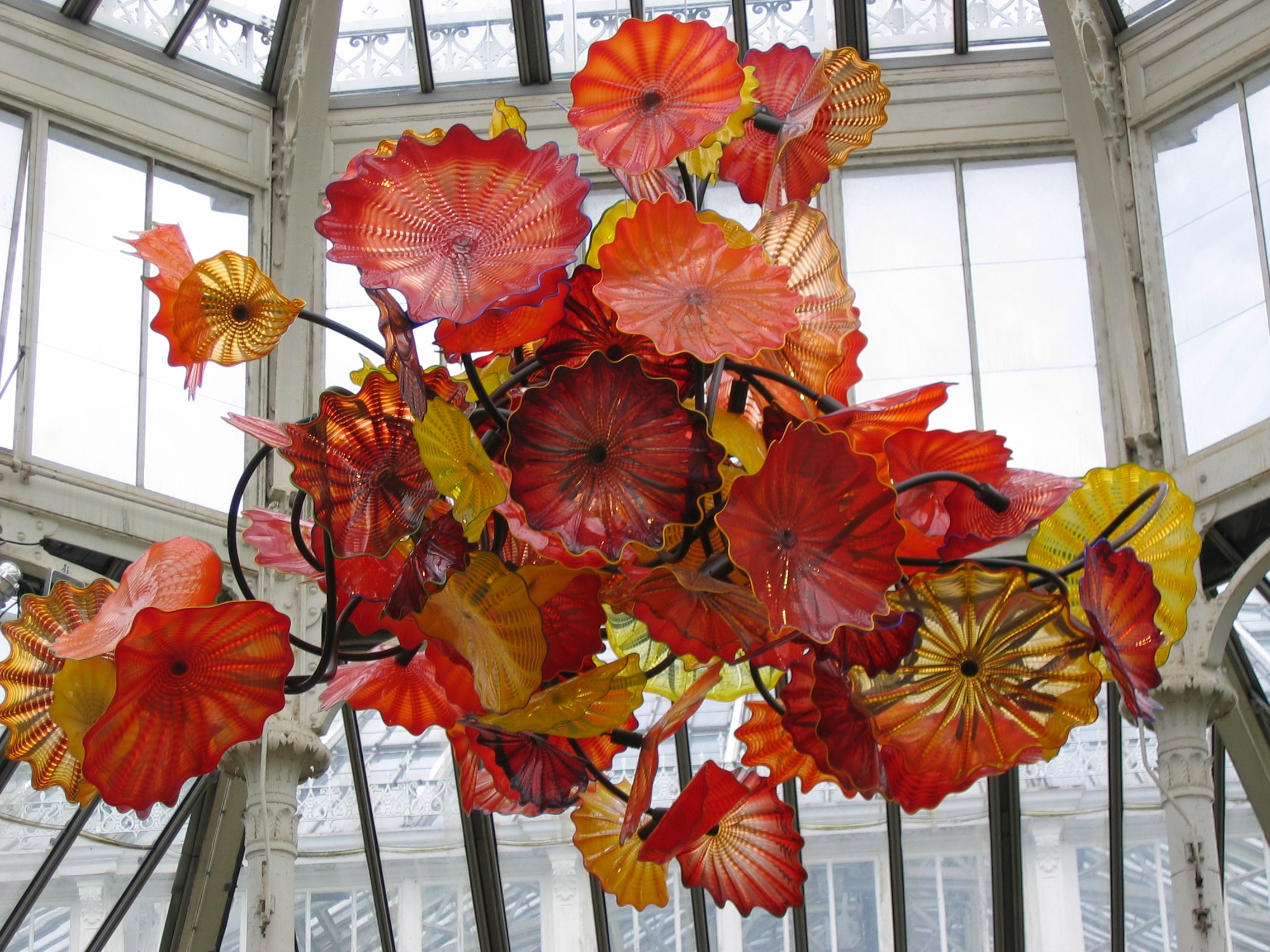
Chihuly em Kew Gardens

Em 1971, com o apoio de John Hauberg e Anne Gould Hauberg, Chihuly co-fundou a Pilchuck Glass School perto de Stanwood, Washington. Chihuly também fundou o programa HillTop Artists em Tacoma, Washington, na Jason Lee Middle School e na Wilson High School.
Em 1976, enquanto Chihuly estava na Inglaterra, ele se envolveu em um acidente de carro frontal que o jogou contra o para-brisa. Seu rosto foi severamente cortado por vidro e ele ficou cego do olho esquerdo. Depois de se recuperar, ele continuou a soprar vidro até que deslocou o ombro direito em 1979, enquanto surfava no corpo. Não sendo mais capaz de segurar o cachimbo de vidro, ele contratou outros para fazer o trabalho. Chihuly explicou a mudança em uma entrevista de 2006, dizendo "Assim que dei um passo para trás, gostei da vista", e disse que isso lhe permitiu ver o trabalho de mais perspectivas, permitindo-lhe antecipar problemas mais cedo. O papel de Chihuly foi descrito como "mais coreógrafo do que dançarino, mais supervisor do que participante, mais diretor do que ator". O repórter do San Diego Union-Tribune Erin Glass escreveu que "se maravilha com a visão não apenas do artista Chihuly, mas do empresário de muito sucesso Chihuly, cujas vendas estimadas em 2004 foram relatadas pelo The Seattle Times em US$ 29 milhões". Chihuly Over Venice. Eles também foram apresentados no documentário Chihuly in the Hotshop, distribuído para estações de televisão públicas pela American Public Television a partir de 1 de novembro de 2008.

### Processo de 2006
Em 2006, Chihuly entrou com uma ação judicial contra seu ex-funcionário de longa data, o soprador de vidro Bryan Rubino, e o empresário Robert Kaindl, alegando violação de direitos autorais e marcas registradas. As peças de Kaindl usavam títulos que Chihuly empregara em seus próprios trabalhos, como Seaforms e Ikebana, e se assemelhavam à construção das peças de Chihuly. Especialistas jurídicos afirmaram que a influência no estilo de arte não constitui violação de direitos autorais.

## Trabalhos

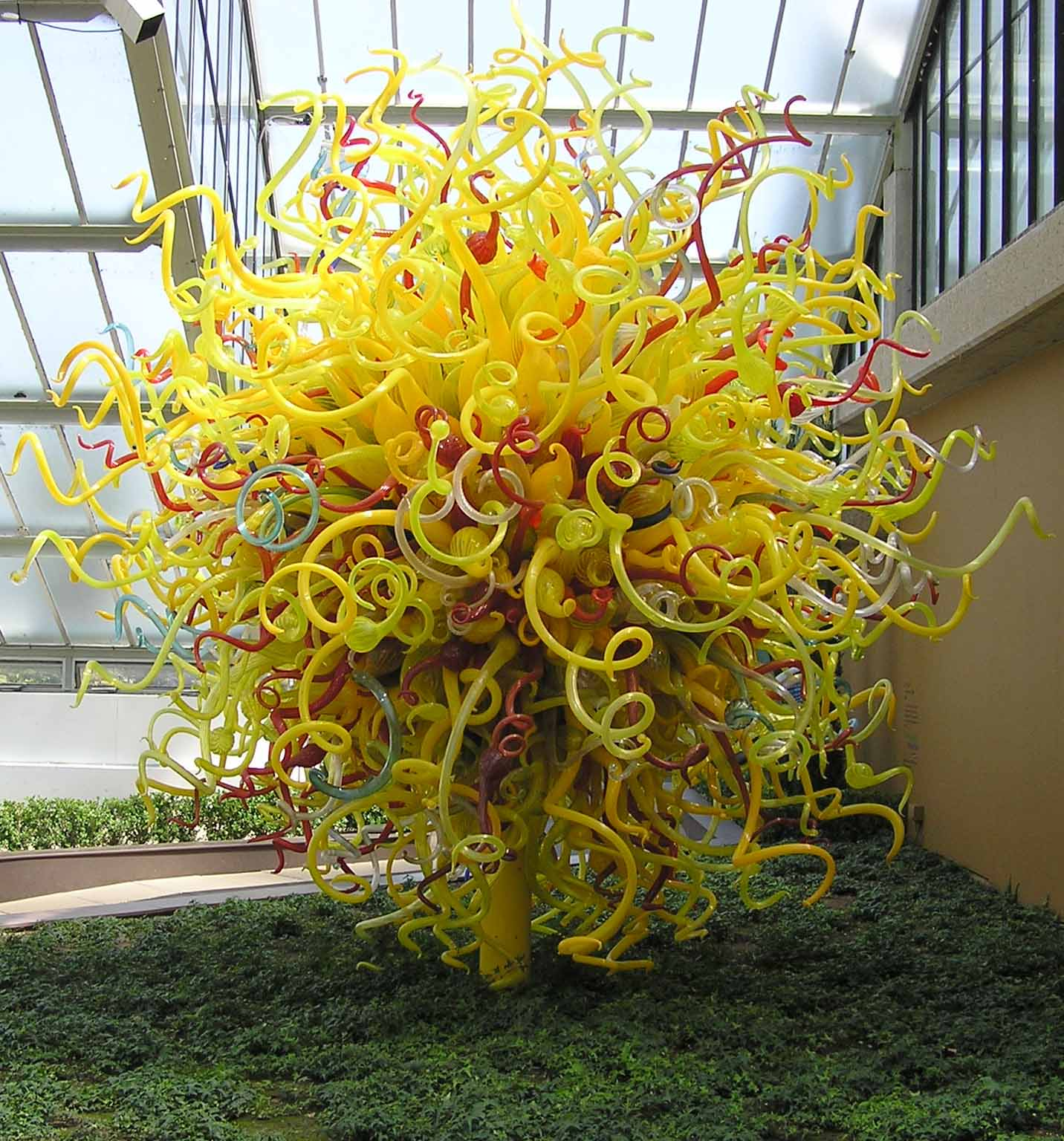
O Sol de Chihuly ficou em exibição temporária até janeiro de 2006 em Kew Gardens

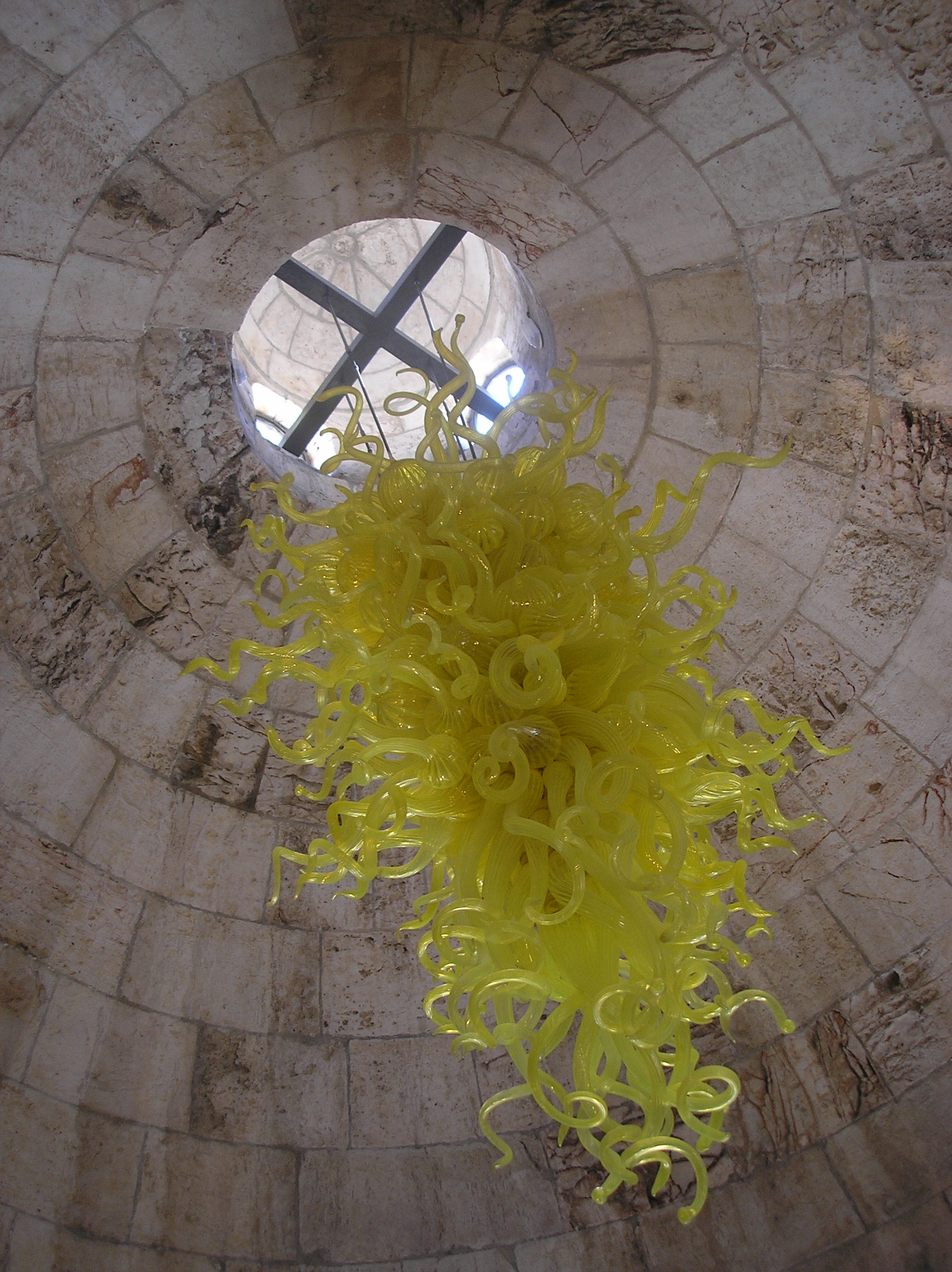
Candelabro amarelo no Museu Torre de David 1999-2000

Regina Hackett, crítica de arte do Seattle Post-Intelligencer , forneceu uma cronologia do trabalho de Chihuly durante as décadas de 1970, 1980 e 1990:
- 1975: Série de cobertores Navajo , em que padrões de cobertores Navajo são pintados em vidro
- 1977: Northwest Coast Basket Series, cestas inspiradas nas cestas indianas da costa noroeste que ele via quando criança
- 1980: Seaform Series, esculturas transparentes de vidro fino, reforçadas por fios de cores com nervuras
- 1981: Série Macchia, apresentando todas as cores disponíveis no estúdio
- 1986: Série Persa, inspirada no vidro do Oriente Médio do século XII ao século XIV, apresentando cores mais contidas e instalações do tamanho de uma sala
- 1988: Venetian Series, improvisações baseadas na Art Déco italiana
- 1989: Série Ikebana, arranjos de flores de vidro inspirados em ikebana
- 1990: Venetian Series retorna, desta vez de uma forma mais excêntrica
- 1991: Niijima Floats, esferas de seis pés de cores intrincadas inspiradas em barcos de pesca de vidro japoneses da ilha de Niijima[9] do site de Chihuly
- 1992: Lustres , começando modestamente, mas em meados da década envolvendo uma tonelada de orbes e formas de vidro que em alguns trabalhos parecem flores, outros seios e outros ainda como cobras. Chihuly também produziu um volume considerável de "cilindros irlandeses",[10] que são mais modestos em sua concepção do que suas obras de vidro soprado.

Para sua exposição em Jerusalém, Israel, em 2000, além das peças de vidro, ele mandou trazer enormes blocos de gelo transparente de um poço artesiano do Alasca e formar uma parede, ecoando as pedras da Cidadela próxima. Luzes com géis coloridos foram colocadas atrás deles para iluminação. Chihuly disse que o muro de derretimento representa a "dissolução das barreiras" entre as pessoas. Esta exposição detém o recorde mundial para a maioria dos visitantes de uma exposição temporária com mais de 1,3 milhão de visitantes.